# Эммануил Филиберт Савойский (1588—1624)
Эммануи́л Филибе́рт Саво́йский (итал. Emanuele Filiberto di Savoia; 17 апреля 1588, Турин, Герцогство Савойя — 3 августа 1624, Палермо, Королевство Сицилия) — представитель Савойского дома; принц савойский. Князь Онельи с 1620 года. На службе у испанского королевства с 1611 года; великий адмирал флота испанской короны с 1612 года и вице-король Королевства Сицилия в 1622—1624 годах. Кавалер Мальтийского ордена и ордена Золотого руна.

## Биография

### Ранние годы
Родился в Турине 16 апреля 1588 года. Он был третьим сыном в семье савойского герцога Карла Эммануила I и испанской инфанты Каталины Микаэлы, происходившей из испанской ветви дома Габсбургов. По отцовской линии приходился внуком савойскому герцогу Эммануилу Филиберту и Маргарите, французской принцессе из дома Валуа. По материнской линии был внуком испанского и португальского короля Филиппа и Елизаветы, французской принцессы из дома Валуа. Брак его родителей носил династический характер и должен был укрепить союзнические отношения между испанским королевством и савойским герцогством.
Эммануила Филиберта готовили к церковной карьере. В 1597 году дед принца, король Филипп II провозгласил его «естественным» монархом Кастильского королевства и даровал ему великий приорат Кастилии и Леона, принадлежавший Мальтийскому ордену, с ежегодным доходом в сто тысяч скудо. В 1599 году принц был рукоположён в сан священника Джулио Чезаре Риккарди, архиепископом Бари, апостольским нунцием при дворе в Турине. В 1600 году он был принят в Мальтийский орден и получил от отца в дар аббатство Сан-Микеле-делла-Кьюза.
Все три старших сына савойского герцога получили хорошее образование. Воспитание Эммануила Филиберта было доверено графу Гектору де Шеврон-Вилетту. Учителями принца были преподаватель чтения и письма Пьетро Леоне, преподаватель церковной доктрины аббат Джакомо Глория, преподаватель географии, морского дела и картографии Джованни Баттиста Лаванья, преподаватель математики и геометрии Бартоломео Кристини, врач Джованни Франческо Фьоккетто, преподававший философию, астрономию и естественные науки и иезуит Джованни Ботеро, преподававший ему историю.
В 1603 году Эммануил Филиберт, вместе со старшими братьями Филиппом Эммануилом и Виктором Амадеем, был отправлен отцом в Мадрид. Таким образом дядя принцев, испанский король Филипп III хотел упрочить своё влияние на савойского герцога. С другой стороны, сам Карл Эммануил I рассчитывал на брак с одним из своих сыновей инфанты Анны, в то время единственной наследницы испанской короны.
Принцев сопровождали многочисленные слуги и наставники, в числе которых были глава их двора Карло Феличе д’Эсте, маркиз Сан-Мартино, иезуит Джованни Ботеро, врачи Джованни Франческо Фьоккетто и Пьетро Помпео, поэт Джулиано Фируффини. В отличие от старших братьев, Эммануил Филиберт быстро привык к жизни при дворе в Мадриде. Во время обучения он не проявил склонности к церковным дисциплинам, но с большим энтузиазмом занимался упражнениями с оружием и верховой ездой, участвовал в турнирах и охоте, увлекался танцами и музыкой — научился играть на теорбе и мандолине. Принц также изучал военно-морское дело. После рождения в 1605 году у испанского короля Филиппа III наследника и смерти принца Филиппа Эммануила, Карл Эммануил I отозвал своих сыновей обратно в Турин. В августе 1606 года Эммануил Филиберт и Виктор Амадей покинули Мадрид. Возвращение принцев на родину было одним из условий, выдвинутых французским королём Генрихом IV их отцу, для заключения союзнического договора между савойским герцогством и французским королевством.

### Великий адмирал
В апреле 1610 года Карл Эммануил I подписал договор в замке Брудзоло с посланниками французского короля Генриха IV; соглашение было направлено против интересов дома Габсбургов. Убийство французского короля в мае того же года прервало союзнические отношения между Парижем и Турином и поставило владения савойского герцога под угрозу нападения со стороны испанского короля. При посредничестве венецианского дожа и римского папы испанский король Филипп III согласился принять посланника савойского герцога, которым стал Эммануил Филиберт. 19 ноября 1610 года принц был принят на личной аудиенции испанским королём Филиппом III, и сумел убедить дядю не ссориться с отцом. Талант дипломата помог ему получить поддержку при дворе в Мадриде.
1 января 1612 года он был назначен великим адмиралом флота испанской короны. До него это звание носили дон Андреа Дориа и дон Хуан Австрийский. В 1614—1619 годах Эммануил Филиберт воевал с мусульманскими пиратами в Средиземном море и отразил несколько нападений на Сицилию со стороны османского флота. После поражения в Первой войне за монферратское наследство в 1613—1617 годах, савойский герцог снова обратился к сыну за посредничеством в переговорах с испанским королём. В 1619 году Эммануил Филиберт прибыл в Турин на свадьбу старшего брата Виктора Амадея и Кристины Французской. Во время пребывания при дворе он конфликтовал с придворными, которые придерживались про-французской ориентации, в то время, как сам он придерживался про-испанской ориентации. 17 декабря 1620 года получил во владения от отца синьории Онелья, Марро и Прелла с титулом князя Онельи и правами на маркизаты Финале и Дзуккарелло. В том же году Эммануил Филиберт оставил двор в Турине и вернулся на службу к испанскому королю.

### Вице-король Сицилии
В мае 1621 года принц прибыл ко двору нового испанского короля Филиппа IV. Опасаясь усиления его влияния при дворе в Мадриде, фаворит короля Гаспар де Гусман, граф-герцог Оливарес содействовал назначению принца на должность вице-короля Сицилии. 24 декабря 1621 года король Филипп IV назначил Эммануила Филиберта своим наместником в Сицилийском королевстве. Принц узнал эту новость в Мессине, где находился с испанским флотом. В должность он торжественно вступил в марте 1622 года. Его власть распространялась также на Мальту и флот мальтийского ордена. Талантливый дипломат, Эммануил Филиберт смог наладить совместные действия испанского, папского, тосканского, генуэзского и савойского флотов. Во время его двухлетнего правления Сицилийское королевство не страдало от нападений мусульманских пиратов и османского флота.
По приказу Эммануила Филиберта в Мессине и Палермо велось активное строительство, были улучшены инфраструктура и обороноспособность этих городов, построены храмы, госпиталь и склад для зерна. Двор вице-короля, который находился сначала в Мессине, затем в Палермо, отличался роскошью, свойственной барокко. Принц не изменил своим привычкам и по прежнему увлекался рыбалкой и охотой. Оказывал покровительство писателям, живописцам и учёным. Академию возвышенных в Палермо он переименовал в Академию возрождённых и перенёс в свой дворец, в котором в присутствии вице-короля стали регулярно проходить собрания интеллектуалов. По приглашению Эммануила Филиберта в апреле 1624 года двор в Палермо посетил известный живописец Антонис ван Дейк и написал портрет вице-короля Сицилии. Ныне этот портрет входит в собрание Далиджской картинной галереи в Лондоне.
В 1624 году отец Эммануила Филиберта, при посредничестве его младшего брата, кардинала Мауриция Савойского, планировал женить принца на племяннице, мантуанской принцессе Марии Гонзага, которая была дочерью Маргариты Савойской, младшей сестры Эммануила Филиберта. Вскоре после этого в Палермо разразилась эпидемия чумы, и в ночь с 3 на 4 августа 1624 года вице-король Сицилии скоропостижно скончался. Вскрытие показало, что причиной смерти Эммануила Филиберта была не чума, а апоплексический удар. Несмотря на это, у современников существовали подозрения в убийстве вице-короля, заказчиком которого называли графа-герцога Оливареса, а исполнителем врача Джованни Франческо Фьоккетто. Однако эти слухи не имели под собой оснований. Останки Эммануила Филиберта были забальзамированы. Несмотря на карантин из-за эпидемии чумы, в Палермо состоялась по нему торжественная панихида. Поминальные службы в память о принце прошли также в Неаполе, Турине, Модене, Онелье и на Мальте. Затем останки в сопровождении ближайших придворных поместили на корабль, который отплыл из Палермо. Во время плавания пьемонтцы и савоярцы попрощались с покойным вице-королём в Ницце, испанцы же высадились с его телом в Картахене и довезли гроб с телом Эммануила Филиберта до места захоронения, которым стала Королевская усыпальница в монастыре Эскориал под Мадридом. Часть останков принца, включая его сердце, были погребены в Палатинской капелле Нормандского дворца в Палермо.